# Brødrene Aa

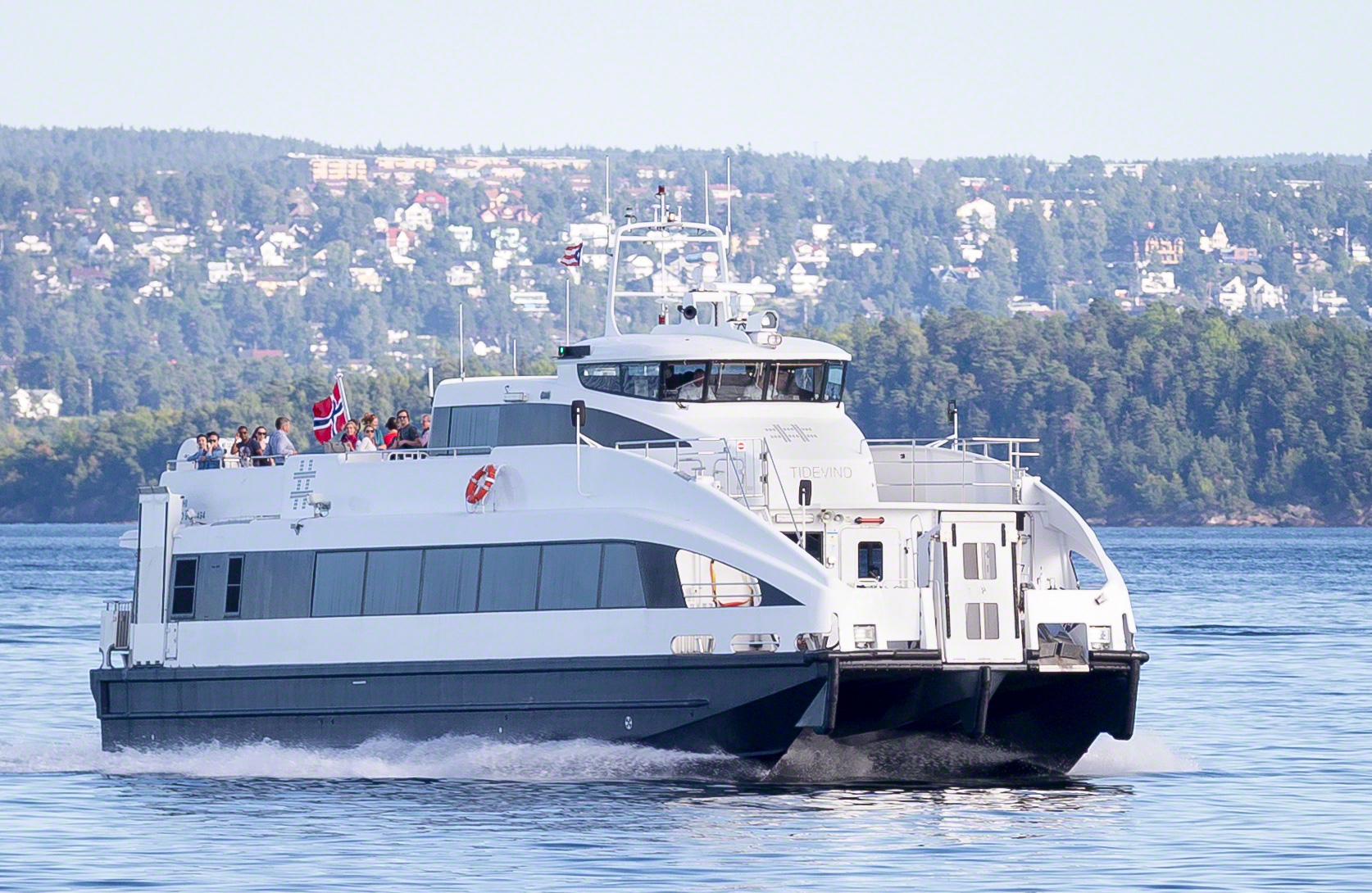
M/S Tidewind på Oslofjorden utanför Oslo

Brødrene Aa är ett norskt skeppsvarv i Hyen i Gloppens kommun. Det grundades 1947 av bröderna Bertel, snickare, och Olav Aa, ekonom, och har genom årens lopp arbetat med en mängd olika fartygstyper. På 1980-talet utvecklade man nya varianter av katamaraner och svävare.

## Historik

### Tidiga år
Varvet grundades 1947 av bröderna Aa, i ett nedlagt ostmejeri i Hyen. De började med att bygga lyxiga fritidsbåtar i mahogny och samarbetade med båtkonstruktören Richard G. Furuholmen. År 1950 byggde bröderna en verkstad vid havet.
Varvet byggde från 1953 små roddbåtar i plywood fram till omkring 1960. Varvet specialiserade sig så småningom på att bygga rodd- och segelpassbåtar (norska "skyssbåtar") och ambulansbåtar för länets kustkommuner.

### 1970- och 1980-talet
Vid mitten av 1970-talet lade Brødrene Aa om produktionen till båtar i glasfiberarmerad plast i sandwichkonstruktion.
År 1979 kom civilingenjören Ola Lilloe-Olsen (född 1953) till Hyen, där han grundade Teknisk Modellsenter. Han byggde en modelltank i en nedlagd fabrikshall hos Brødrene Aa och hade ett nära samarbete med Brødrene Aa för att utveckla nya båttyper. Den första båten med katamaranskrov var Hyen, vilken 1980 hyrdes av rederiet Fylkesbaatane som ville utprova en sådan båtkonstruktion. År 1982 startade utvecklingen av en ny katamarantyp, som fick namnet SES (Surface Effect Ship). Denna var en korsning av katamaran och luftkuddefartyg, som skulle ge en luftkuddeeffekt. Prototypen sjösattes 1984, men blev ingen omedelbar succé. 
Vid mitten 1980-talet hade Brødrene Aa omkring sjuttio anställda, och man hade stora problem att få anställt ytterligare personer i Hyen. Företaget byggde då ett varv till i Eikefjord i Kinn kommun. Vid detta tillfälle kom också Ulstein-gruppen in som hälftenägare. 

### Senare år
Brødrene Aa gick i konkurs 1991. Aa-familjen startade efter någon tid en ny rörelse i lokalerna i Hyen under det gamla firmanamnet Brødrene Aa A/S. 
Företaget har idag varven Hyen Fjord Yard och Eikefjord Yard. 

## Byggda fartyg i urval
- R/S 100 Ægir, 1988
- M/S Valö och M/S Rivö för Styrsöbolaget, 2010
- M/S Vision of the Fjords, 2016
- M/S Future of The Fjords, 2018
- MF Estelle, 2023

## Bildgalleri

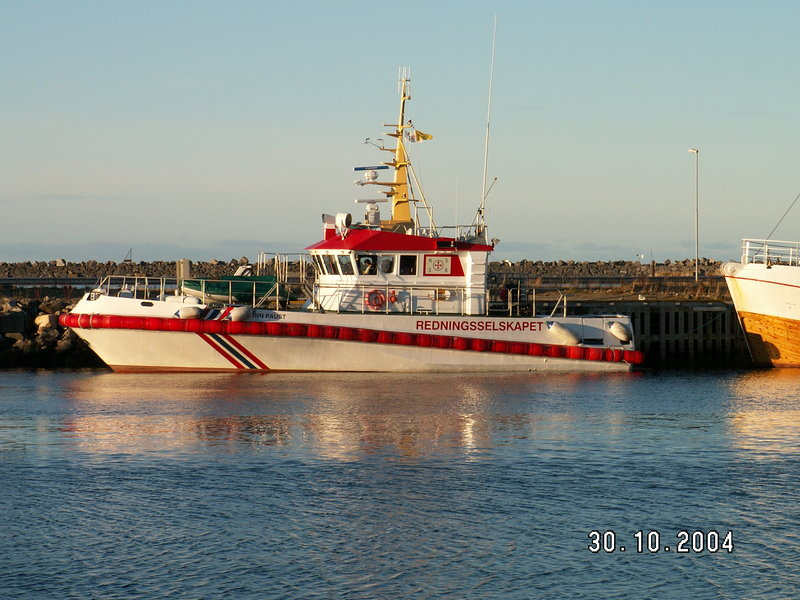
RS Dagfinn Paust, byggd 1988
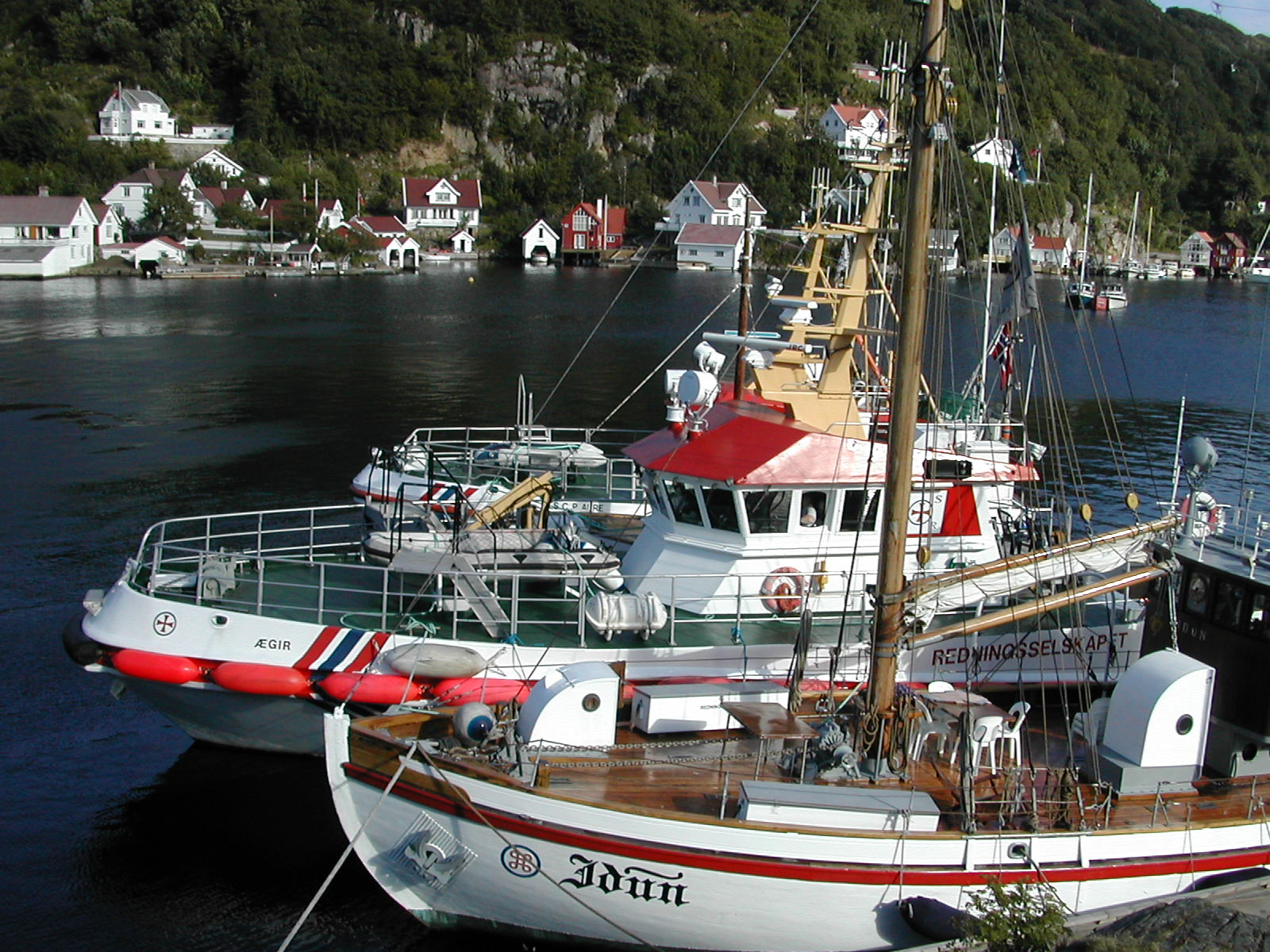
Sjöräddningsfartygen RS 100 Ägir, byggd 1988, och RS 44 Idun i Rasvåg
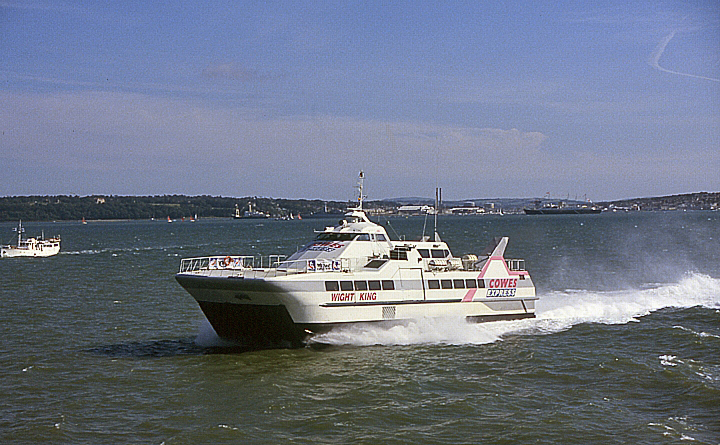
Wight King, byggd 1989
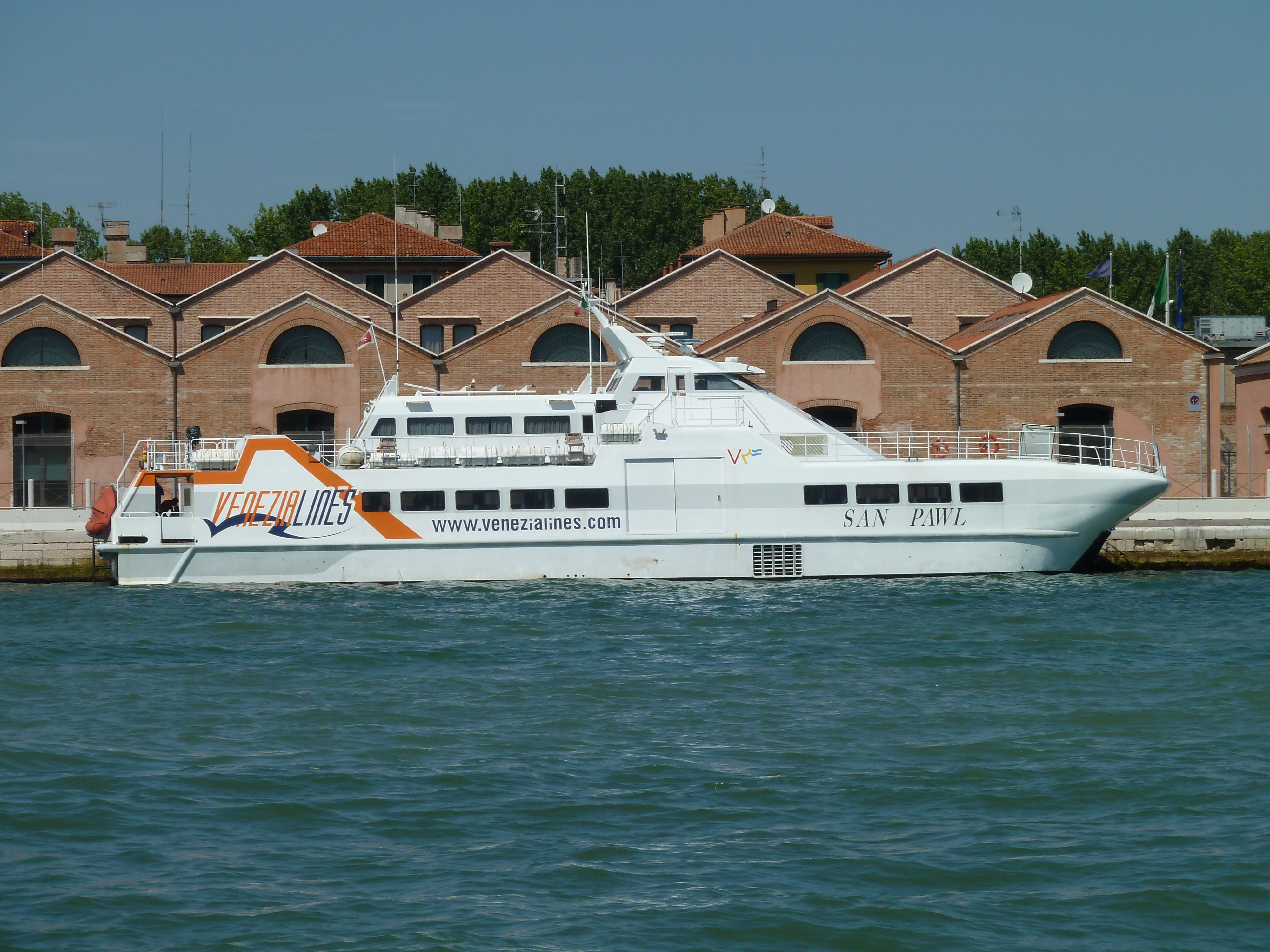
San Pawl, byggd 1990, i Venedig
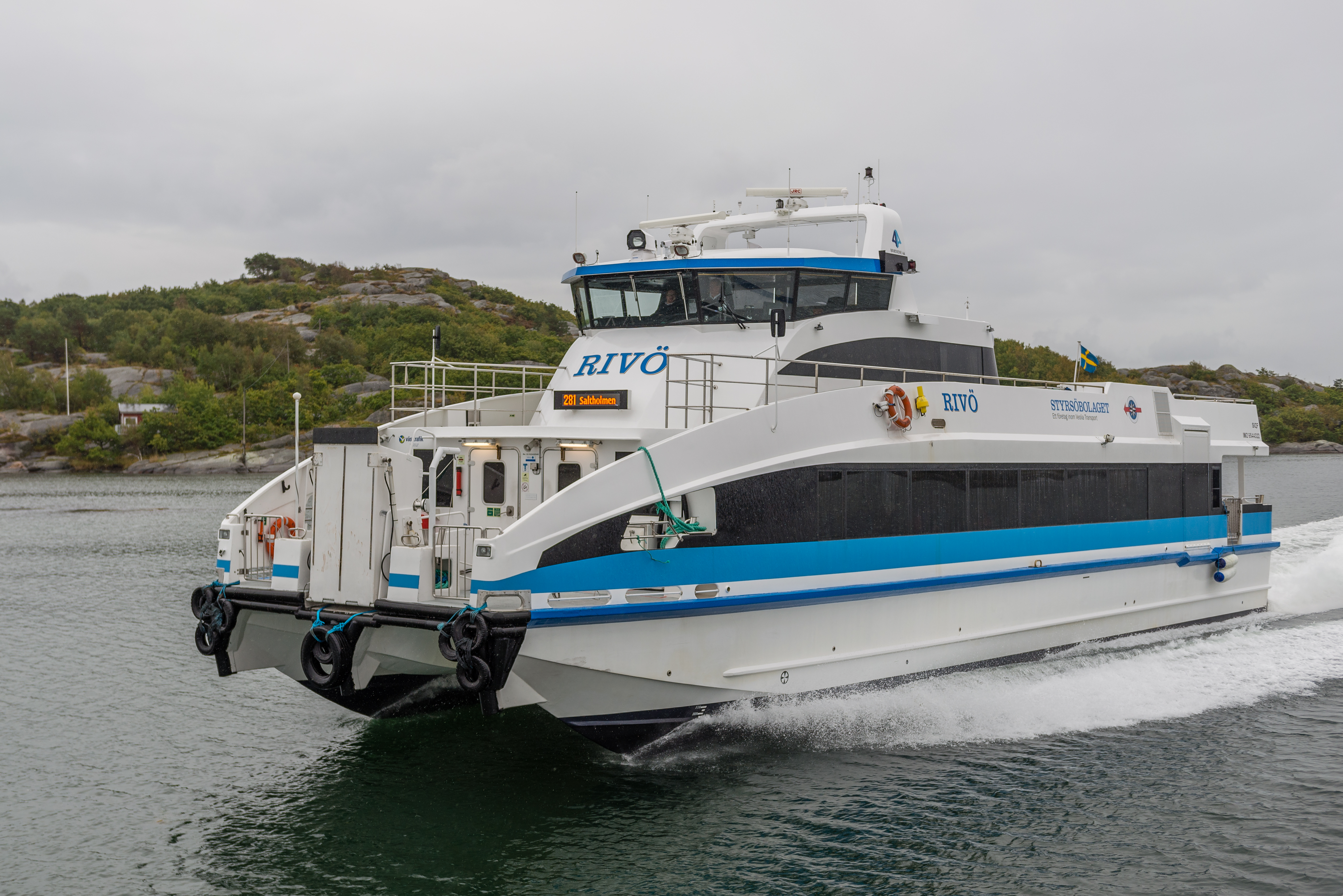
M/S Rivö, byggd 2010
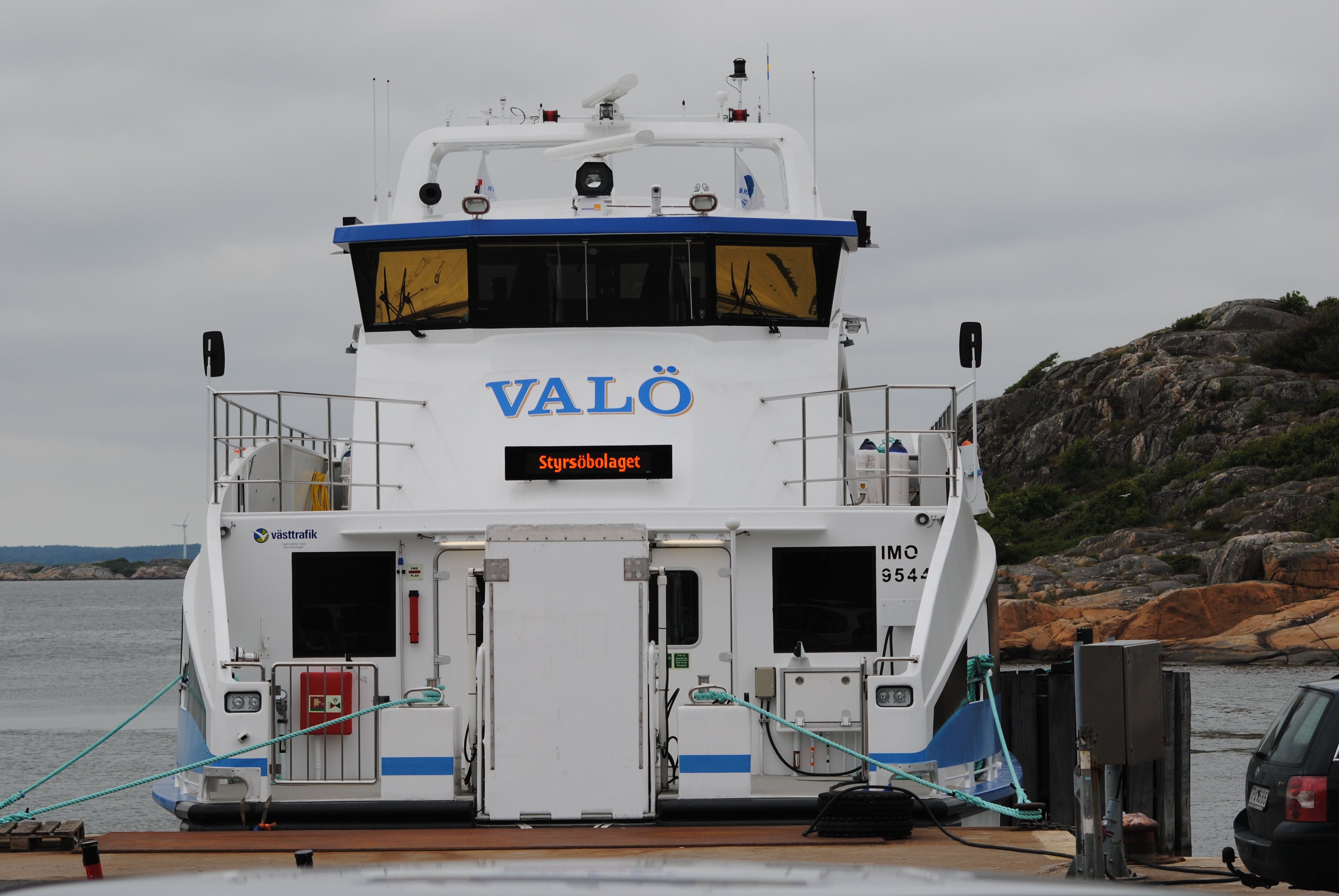
M/S Valö, byggd 2010
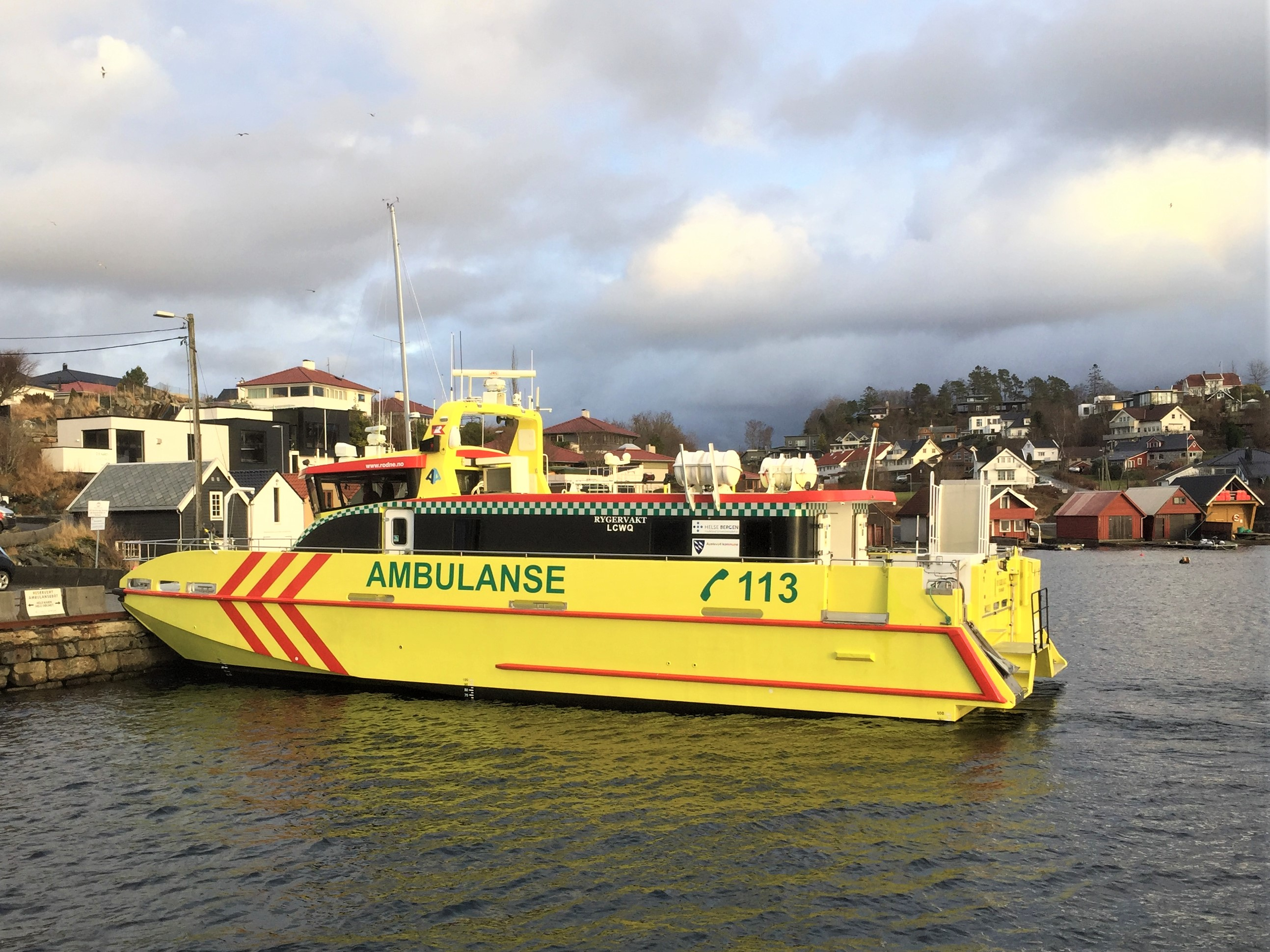
Ambulansbåten Rygervakt, byggd 2011, vid Hjellestad
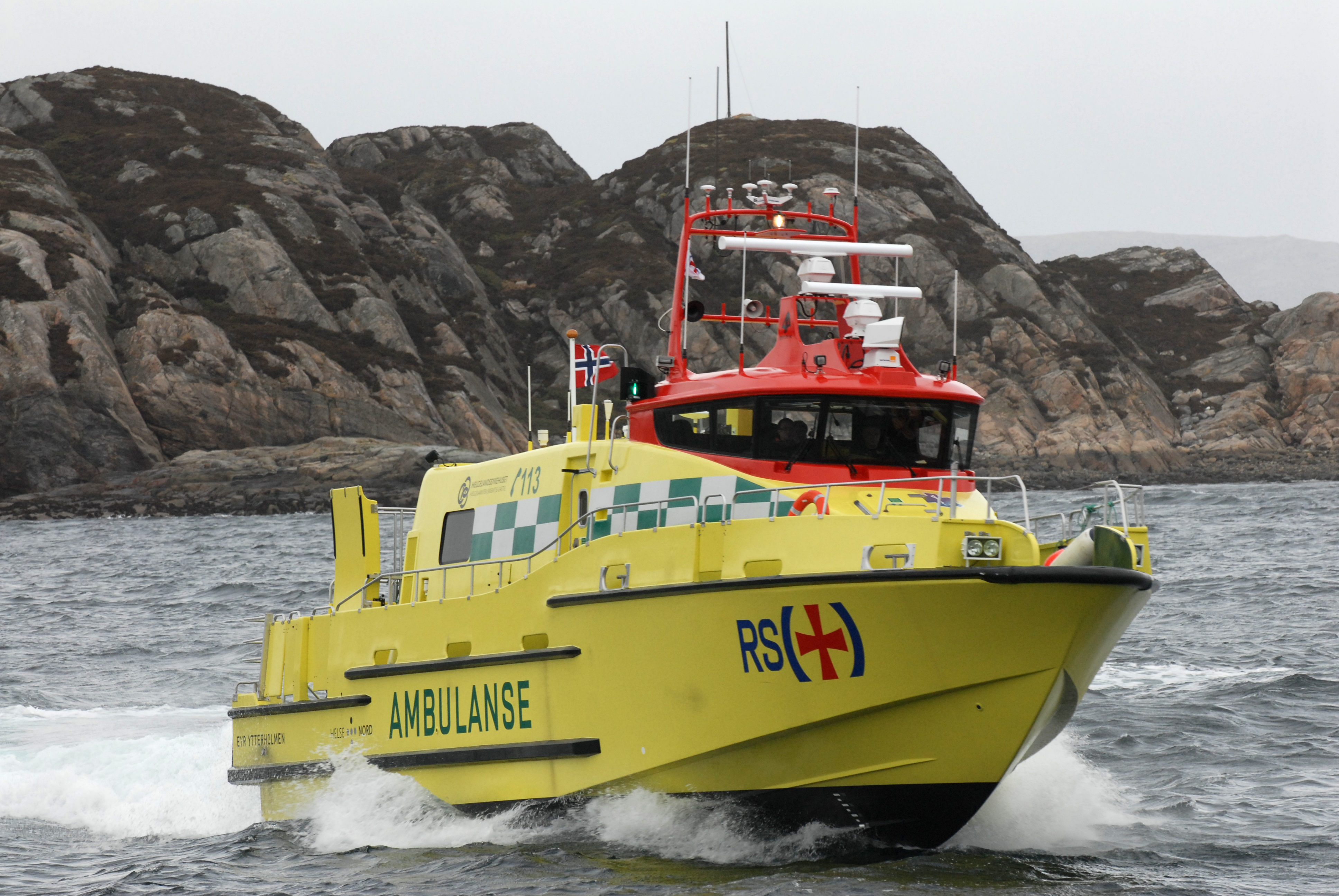
Ambulansbåten Eyr Ytterholmen, byggd 2012
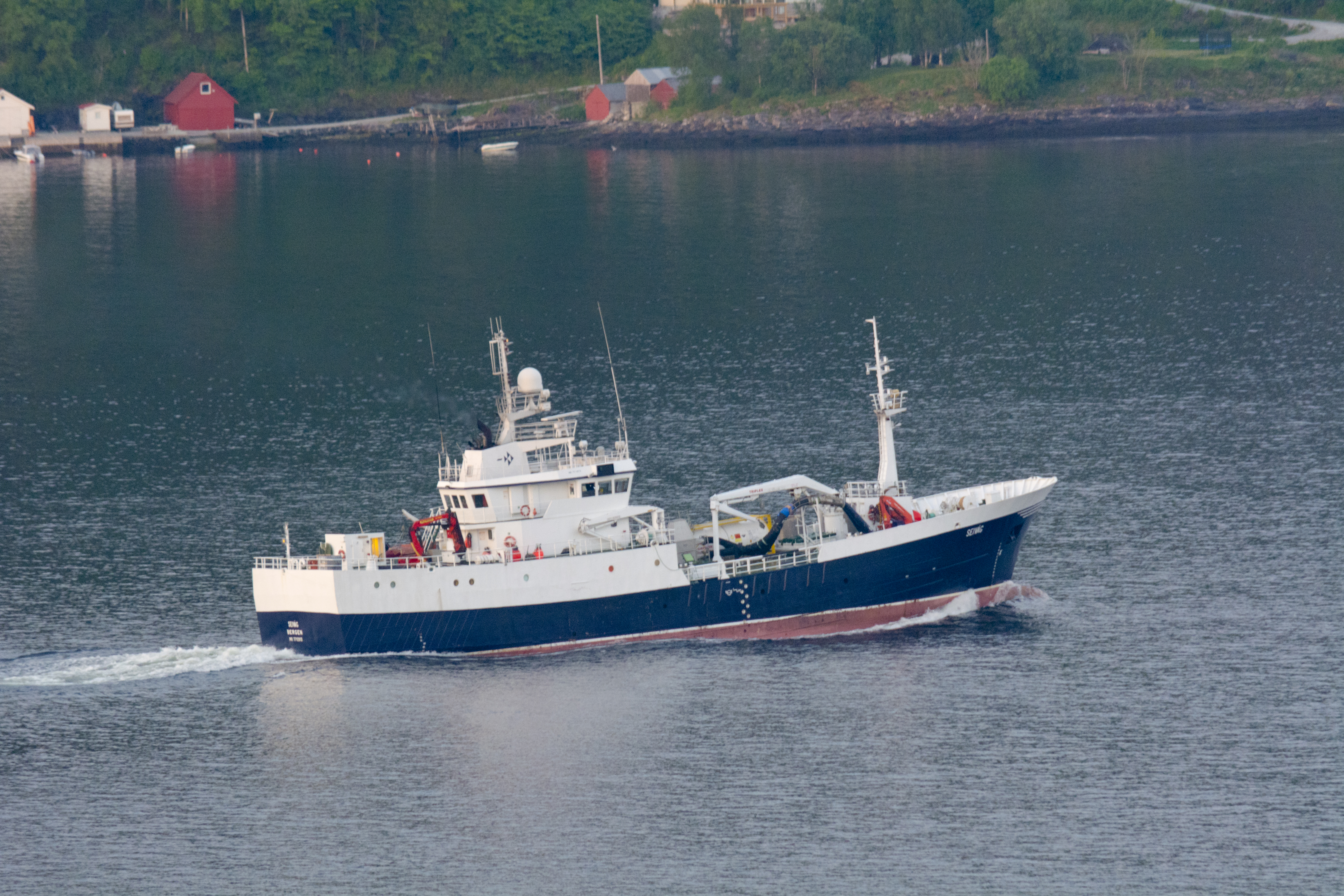
M/S Seivåg, byggd 2014
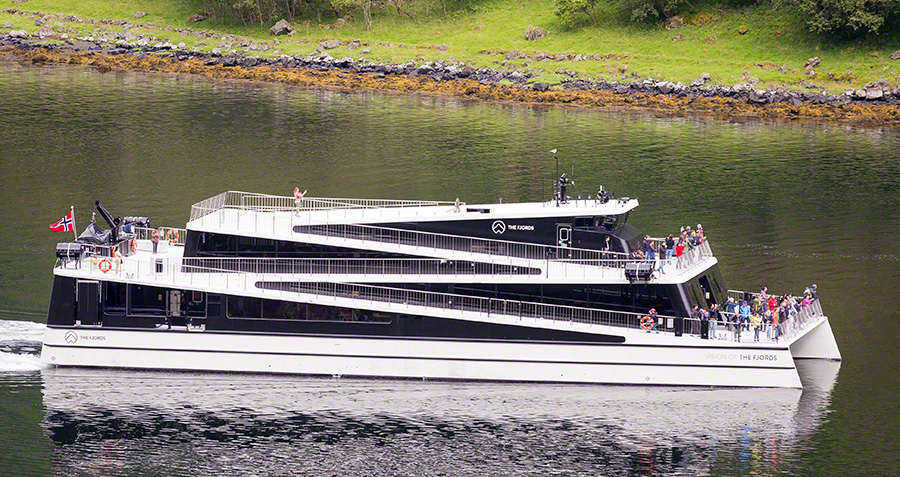
M/S Vision of The Fjord. byggd 2016
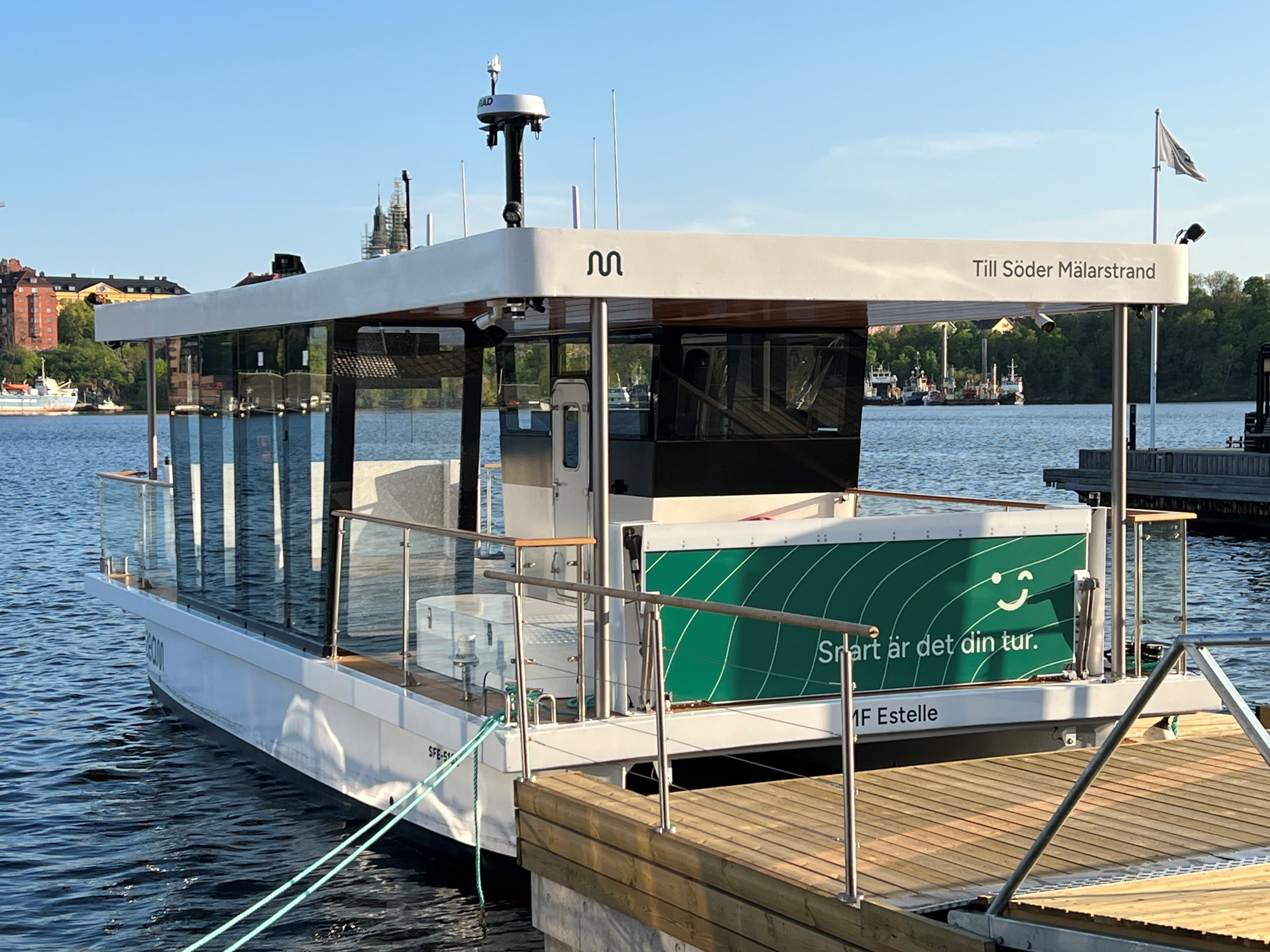
MF Estelle, byggd 2023, vid kaj vid Kungsholmstorg på Norr Mälarstrand i Stockholm